# Episodi di Quincy (quinta stagione)
La quinta stagione della serie televisiva Quincy, composta da 22 episodi, è stata trasmessa in prima visione negli Stati Uniti d'America dalla NBC dal 20 settembre 1979 al 30 aprile 1980.
| nº | Titolo originale               | Titolo italiano                | Prima TV USA      | Prima TV Italia |
| -- | ------------------------------ | ------------------------------ | ----------------- | --------------- |
| 1  | No Way to Treat a Flower       | L'erba mortale                 | 20 settembre 1979 |                 |
| 2  | Dead Last                      | Morte all'ippodromo            | 27 settembre 1979 |                 |
| 3  | By the Death of a Child        | Per la morte di un bambino     | 4 ottobre 1979    |                 |
| 4  | Never a Child                  | Hollywood capolinea            | 11 ottobre 1979   |                 |
| 5  | Hot Ice                        | Una storia di diamanti         | 18 ottobre 1979   |                 |
| 6  | Sweet Land of Liberty          | Dolce terra della libertà      | 25 ottobre 1979   |                 |
| 7  | Mode of Death                  | Morte equivoca                 | 1º novembre 1979  |                 |
| 8  | Nowhere to Run                 | Tacita cospirazione            | 8 novembre 1979   |                 |
| 9  | The Money Plague               | Epidemia da denaro             | 15 novembre 1979  |                 |
| 10 | For the Benefit of My Patients | Per il bene dei miei pazienti  | 22 novembre 1979  |                 |
| 11 | Murder by S.O.B.               | Delitto in carcere             | 29 novembre 1979  |                 |
| 12 | Honor Thy Elders               | Onora il padre e la madre      | 10 gennaio 1980   |                 |
| 13 | Diplomatic Immunity            | Immunità diplomatica           | 17 gennaio 1980   |                 |
| 14 | Riot                           | Rivolta                        | 31 gennaio 1980   |                 |
| 15 | Cover-Up                       | L'incompetenza uccide          | 7 febbraio 1980   |                 |
| 16 | Unhappy Hour                   | Un'ora infelice                | 14 febbraio 1980  |                 |
| 17 | The Winning Edge               | Vincere ad ogni costo          | 21 febbraio 1980  |                 |
| 18 | New Blood                      | Un delitto ben simulato        | 28 febbraio 1980  |                 |
| 19 | T.K.O.                         | T.K.O.                         | 13 marzo 1980     |                 |
| 20 | The Final Gift                 | L'ultimo dono                  | 20 marzo 1980     |                 |
| 21 | Deadly Arena                   | Panico allo stadio             | 27 marzo 1980     |                 |
| 22 | No Way to Treat a Patient      | Non si tratta così un paziente | 30 aprile 1980    |                 |

## L'erba mortale
- Titolo originale: No Way to Treat a Flower
- Diretto da: Ray Danton
- Scritto da: Jeff Freilich e Christopher Trumbo

### Trama
Quincy indaga sulla morte di un adolescente che ha fumato marijuana trattata con una sostanza chimica che stimola la crescita delle piante.

## Morte all'ippodromo
- Titolo originale: Dead Last
- Diretto da: Ray Danton
- Scritto da: W.T. Zacha (accreditato come William T. Zacha) ed E. Nick Alexander

### Trama
Quincy e Danny vanno all'ippodromo e, mentre sono lì, vedono un cavallo impazzire nelle scuderie. Il cavallo uccide uno dei fantini ma, dopo aver completato la sua autopsia, Quincy pensa che non sia stato un incidente.

## Per la morte di un bambino
- Titolo originale: By the Death of a Child
- Diretto da: Alan Cooke
- Scritto da: Robert Crais

### Trama
Una piccola turbolenta repubblica insulare sudamericana fa morire dei bambini.

## Hollywood capolinea
- Titolo originale: Never a Child
- Diretto da: Ray Danton
- Scritto da: Sam Egan

### Trama
La morte di un'adolescente porta Quincy a indagare nel mondo della prostituzione adolescenziale e della pornografia infantile.

## Una storia di diamanti
- Titolo originale: Hot Ice
- Diretto da: Ray Danton
- Scritto da: Robert Crais (sceneggiatura) e Ralph Wallace Davenport (soggetto)

### Trama
Due agenti della dogana vogliono l'aiuto di Quincy per catturare i membri di un giro di contrabbando di diamanti.

## Dolce terra della libertà
- Titolo originale: Sweet Land of Liberty
- Diretto da: Robert Loggia
- Scritto da: Erich Collier

### Trama
Un poliziotto viene ucciso durante una visita di routine a una casa. L'assassino si scopre essere un vecchio amico di Sam, l'uomo più gentile che Sam abbia mai conosciuto. Arrestato, ammette di aver ucciso il poliziotto e poi, mentre si trova in cella, si suicida.

## Morte equivoca
- Titolo originale: Mode of Death
- Diretto da: Rod Holcomb
- Scritto da: Aubrey Solomon (sceneggiatura), Steve Greenberg (sceneggiatura) e Deborah Klugman (soggetto)

### Trama
Un evangelista la cui chiesa è indagata dal governo viene trovato morto in una stanza di un motel, con droga e alcol sul comodino.

## Tacita cospirazione
- Titolo originale: Nowhere to Run
- Diretto da: Jeffrey Hayden
- Scritto da: Sam Egan e Linda Elstad

### Trama
Una ragazza cade da un dirupo mentre era con il suo ragazzo. Quincy crede alla storia del ragazzo secondo cui si è suicidata nonostante tutti gli altri credano che l'abbia uccisa.

## Epidemia da denaro
- Titolo originale: The Money Plague
- Diretto da: Rod Holcomb
- Scritto da: Sam Egan (sceneggiatura), Allan Cole (soggetto), Chris Bunch (soggetto)

### Trama
R.W. Collins, un famoso dirottatore fuggito con il paracadute da un aereo con i suoi soldi cinque anni fa, viene trovato morto, appeso a un albero nel Parco Nazionale.

## Per il bene dei miei pazienti
- Titolo originale: For the Benefit of My Patients
- Diretto da: Jeremiah Morris
- Scritto da: Erich Collier (sceneggiatura e storia), Phillip Edelman (soggetto)

### Trama
Dopo le morti facilmente evitabili di due pazienti a basso reddito, Quincy è spinto a cambiare la politica di un ospedale privato che non tratta pazienti che non possono pagare per i servizi forniti.

## Delitto in carcere
- Titolo originale: Murder by S.O.P.
- Diretto da: Paul Krasny
- Scritto da: Robert Crais

### Trama
Mentre si reca a un convegno di patologo forense a Sacramento, Quincy viene fermato dallo sceriffo per strada. Quincy stava cercando di restare sveglio sporgendo la testa dal finestrino. Lo sceriffo decide di metterlo in prigione per il suo bene.

## Onora il padre e la madre
- Titolo originale: Honor Thy Elders
- Diretto da: Ray Danton
- Scritto da: Sam Egan

### Trama
Quando un anziano si suicida in ospedale, Quincy scopre la tragedia degli abusi dei genitori e si ritrova a indagare in un centro per anziani.

## Immunità diplomatica
- Titolo originale: Diplomatic Immunity
- Diretto da: Ray Danton
- Scritto da: Steve Greenberg e Gregory Crossman

### Trama
Quincy sventa i piani di un assassino determinato a uccidere un malato dittatore latinoamericano in visita negli Stati Uniti per cure mediche.

## Rivolta
- Titolo originale: Riot
- Diretto da: Rod Holcomb
- Scritto da: Allan Cole e Chris Bunch

### Trama
Quincy e Sam vengono chiamati in una prigione per aiutare a indagare sull'omicidio di uno dei detenuti. Una volta lì, si ritrovano presto tenuti in ostaggio dai prigionieri quando iniziano una rivolta.

## L'incompetenza uccide
- Titolo originale: Cover-Up
- Diretto da: Paul Stanley
- Scritto da: Michael Halperin

### Trama
Un'autopsia porta Quincy al pronto soccorso dove un medico incompetente sta aspettando che muoia piuttosto che tentare di salvarlo.

## Un'ora infelice
- Titolo originale: Unhappy Hour
- Diretto da: Ray Danton
- Scritto da: Sam Egan

### Trama
Un adolescente muore in un incidente d'auto.

## Vincere ad ogni costo
- Titolo originale: The Winning Edge
- Diretto da: Georg Fenady
- Scritto da: Lester Wm. Berke (accreditato come Lester William Berke) e William Cairncross (accreditato come William O. Carincross)

### Trama
Una promettente ginnasta di nome Sally collassa durante un allenamento e muore. Quincy sospetta che l'allenatrice del liceo, Virginia Hart, stia fornendo alla squadra farmaci per migliorare le prestazioni in prossimità di una competizione nazionale.

## Un delitto ben simulato
- Titolo originale: New Blood
- Diretto da: John Peyser
- Scritto da: Jeri Taylor

### Trama
Quincy è sconvolto quando Asten lo fa andare in vacanza e chiama una giovane e graziosa patologa per eseguire l'autopsia su un consigliere comunale che è stato trovato morto alla base di una tromba delle scale.

## T.K.O.
- Titolo originale: T.K.O.
- Diretto da: Lawrence Doheny
- Scritto da: Sam Egan (sceneggiatura e soggetto), Deborah Klugman (soggetto)

### Trama
Un chirurgo incompetente che esegue operazioni nel suo ufficio mal attrezzato provoca la morte di un pugile e di uno chef.

## L'ultimo dono
- Titolo originale: The Final Gift
- Diretto da: Georg Fenady
- Scritto da: Marjorie Worcester (sceneggiatura e soggetto) e Robert A. Cinader (sceneggiatura) (accreditato come R.A.Cinader)

### Trama
Un vecchio amico di Quincy è morto in seguito a un incidente aereo.

## Panico allo stadio
- Titolo originale: Deadly Arena
- Diretto da: Jeffrey Hayden
- Scritto da: Sam Egan (sceneggiatura e soggetto) e Robert A. Cinader (soggetto)

### Trama
Tre morti per intossicazione alimentare legate a uno stadio di calcio dove si svolgerà una grande partita di campionato. Quincy ha tre giorni per trovare la fonte prima che 90.000 spettatori vengano a guardare la partita e siano messi in pericolo.

## Non si tratta così un paziente
- Titolo originale: No Way to Treat a Patient
- Diretto da: Georg Fenady
- Scritto da: Robert A. Cinader (accreditato come R.A. Cinader)

### Trama
La morte di una vittima di arma da fuoco potrebbe essere stata causata dall'incompetenza di un medico o potrebbe essere stata l'opera di un killer professionista.